# 成瀬正幸

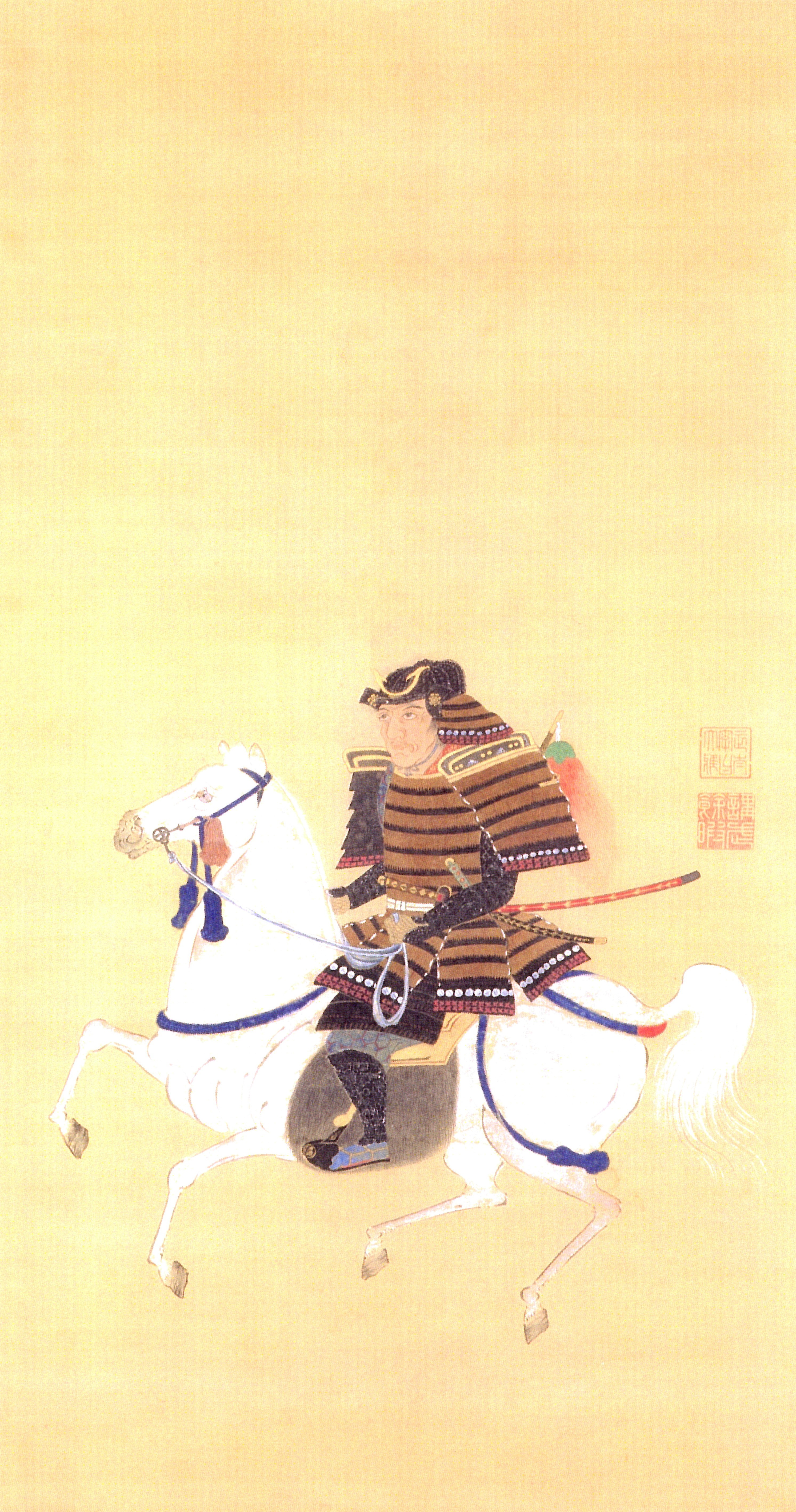
成瀬正幸像(白林寺蔵)

成瀬 正幸（なるせ まさゆき、延宝8年6月21日（1680年7月16日） - 寛保3年8月10日（1743年9月27日））は、尾張藩の附家老、尾張犬山藩の第4代当主。
第3代当主・成瀬正親の長男。正室は堀直利の娘。子に成瀬正泰（長男）、娘（松平尚泰室、のち広橋勝胤室）がいる。官位は従五位下、隼人正。
幼名は小吉。元禄16年（1703年）9月20日に父が死去したため、その跡を継ぎ、同年12月に従五位下・隼人正に叙任した。

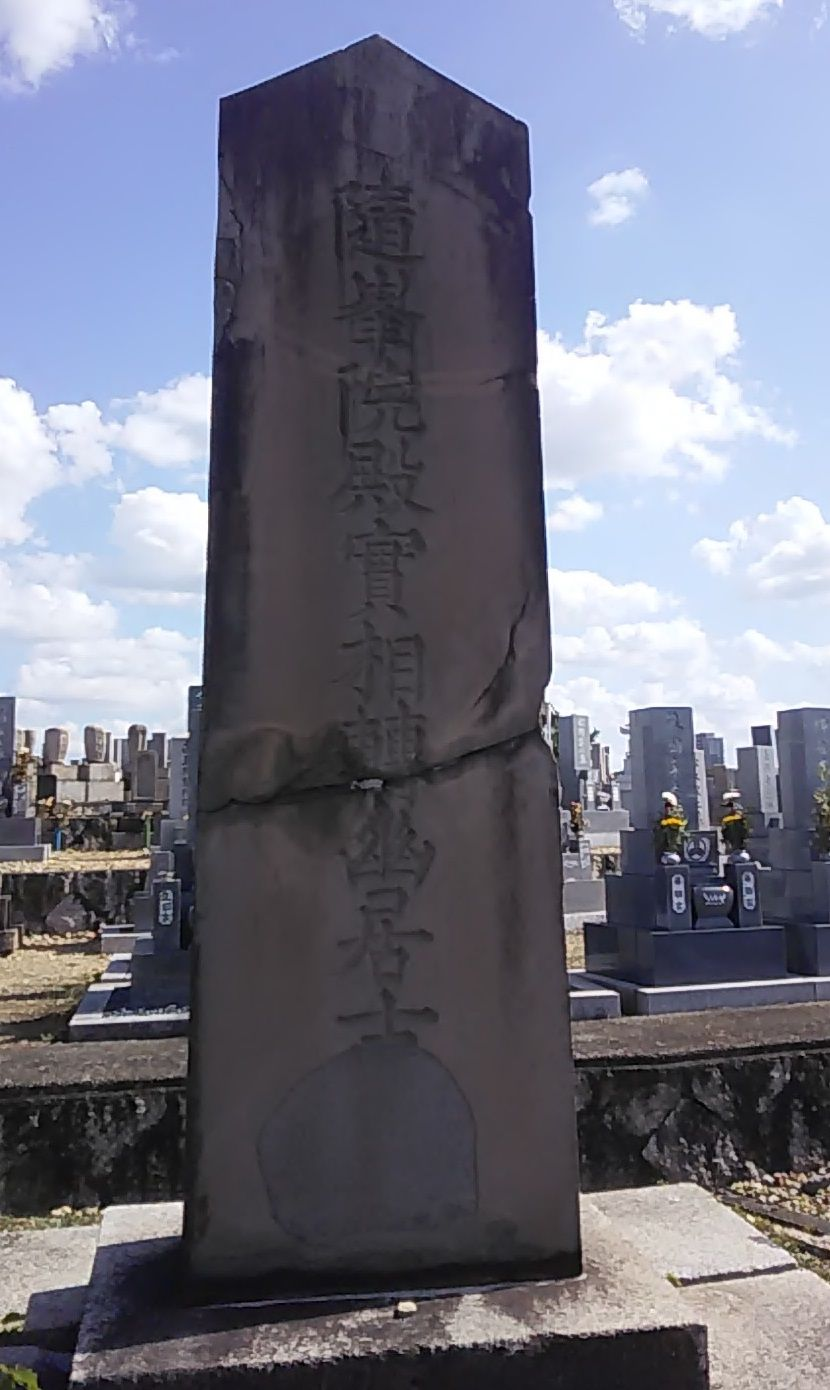
成瀬正幸の墓(名古屋市平和公園)

享保17年（1732年）8月15日、長男の正泰に家督を譲って隠居し、寛保3年（1743年）8月10日に64歳で死去した。法号は随峯院殿實相轉幽居士。
成瀬家の菩提寺は臨溪院（愛知県犬山市）や白林寺（名古屋市中区）など複数ある。このうち臨溪院の成瀬家墓所には正幸までの4代の墓碑が並んでいる。また白林寺の墓所は名古屋市の戦災復興土地区画整理事業により平和公園に移動した。

## 系譜
父母
- 成瀬正親（父）

正室
- 堀直利の娘

子女
- 成瀬正泰（長男）
- 松平尚泰室のち広橋勝胤室